# Helse

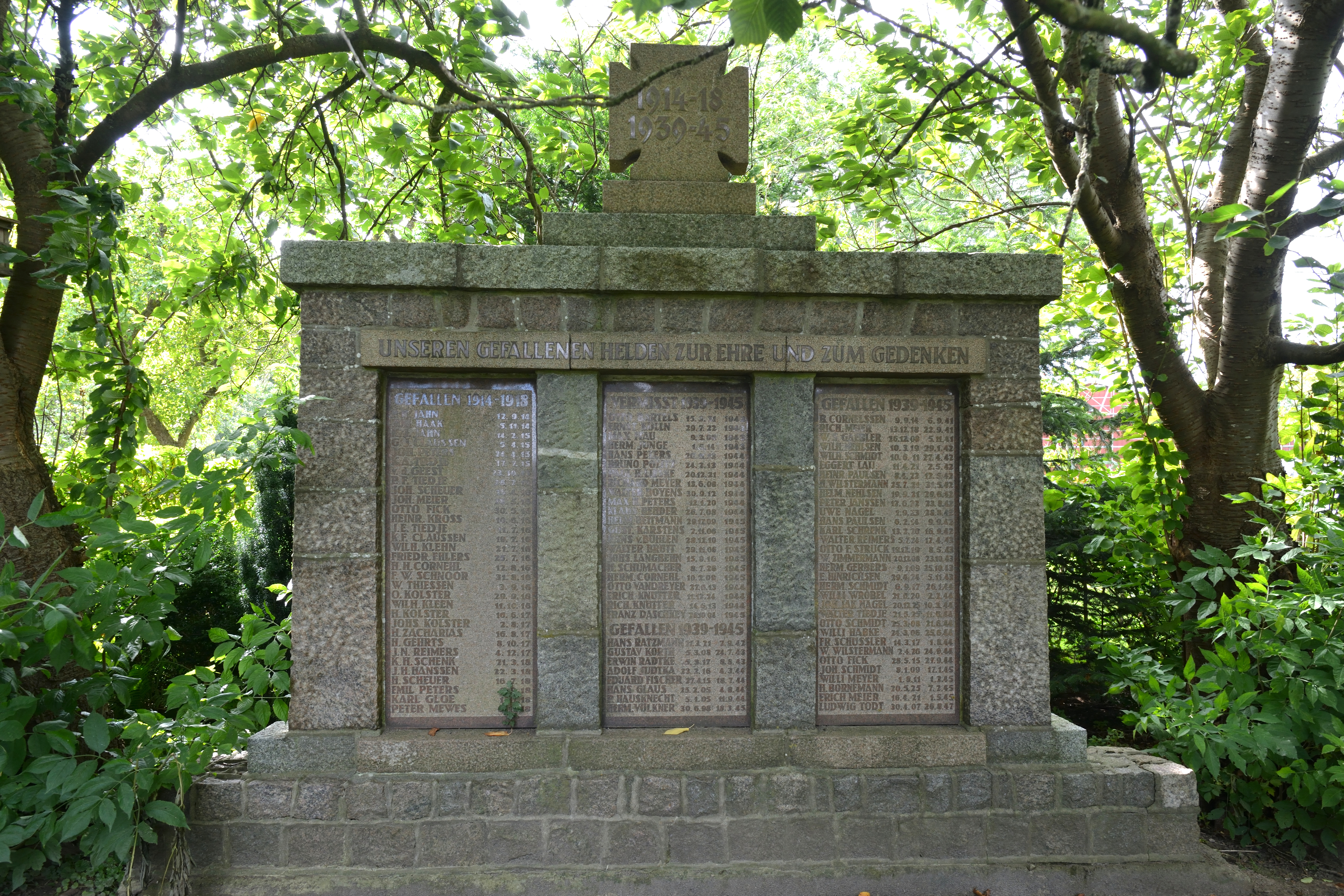
A világháborús emlékmű

Helse település Németországban, Schleswig-Holstein tartományban. Lakosainak száma 848 fő (2023. december 31.).

## Népesség
A település népességének változása:
| Lakosok száma | 935  | 836  | 829  | 826  | 816  | 848  |
|               | 1975 | 2017 | 2019 | 2021 | 2022 | 2023 |

## Oktatás
A faluban általános iskola, 2022 óta óvoda működik, középiskolák pedig Marne-ban vannak.

## Sport
A községben működik az SSV Helse sportklub.